# Pierre Cosso
Pierre Cosso, właśc. Pierre-Alexandre Cosso (ur. 24 września 1961 w Algierze) – francuski aktor i piosenkarz.

## Życiorys

### Kariera
Zdobył sympatię widzów swoją debiutancką rolą Philippe Berthiera w cieszącej się sporym zainteresowaniem francuskiej komedii romantycznej Prywatka 2 (La Boum 2, 1982) u boku Sophie Marceau i Lamberta Wilsona. Rok potem wystąpił jako Miguel Eugitio Marc Antonio Gherardeschi w melodramacie muzycznym Kopciuszek ’83 (Cenerentola ’80, 1983), gdzie ujawnił swój talent wokalny. W marcu 1983 trafił na okładkę magazynu „Bravo”.
Nagrana w duecie z Lory (Bonnie) Bianco piosenka „Stay” została wydana na singlu w 1984 we Włoszech i 1987 w Niemczech i trafiła na szczyty list przebojów. Bianco i Cosso gościnnie wystąpili na 34. Festiwalu Piosenki Włoskiej w San Remo (1984).
Wystąpił w głównych rolach w produkcjach telewizyjnych, m.in. Les Coeurs brulés (1992) i Les Yeux d’Hélène (1994). W latach 2000–2002 na scenie Théâtre Rive Gauche w Paryżu i w spektaklu Ladies Night, komedii, która zainspirowała została filmem Goło i wesoło (The Full Monty z 1997), a następnie odbywał tournée. W 2008 wystąpił jako Ferdinando Ferrari w serialu Anna i piątka (Anna ei cinque), który stała się wielkim sukcesem we Włoszech.
W lutym 2016 brał udział w 11. edycji włoskiej wersji Tańca z Gwiazdami pod nazwą Balllando con le stelle. W sierpniu 2019 w Le Petit Théâtre grał prezentera Jacquesa Belina w przedstawieniu Pijana noc (Nuit d’ivresse). W listopadzie 2019 powrócił do muzyki z albumem Le Gang des rêve, sygnowanym przez Cosso Gang, grupę muzyczną z tendencją do pop rocka. Zespół wystąpił na koncercie 1 grudnia 2019 na Tahiti i odniósł tam sukces.

## Życie prywatne
Od lipca 1982 do 1984 romansował z aktorką Sophie Marceau.
Jako pasjonat żeglarstwa, w 2002 kupił katamaran i wypłynął na Ocean Spokojny. Zamieszkał na małej wyspie na zachód od Tahiti na Polinezji Francuskiej. Ze związku z artystką malarką Mathilde (2003) ma syna Lino (ur. 18 stycznia 2005), a ze związku z Rauteą ma córkę Noę (ur. 20 grudnia 2011 w Polinezji).

## Filmografia
Filmy
- 1981: Ojczym (Beau-père)
- 1982: Prywatka 2 (La Boum 2) jako Philippe Berthier
- 1983: Kopciuszek ’83 (Cenerentola ’80) jako Mizio
- 1984: Windsurf – Il vento nelle mani
- 1986: Rosa la rose, fille publique jako Julien
- 1987: Moje pierwsze 40 lat (I Miei primi quarant’anno) jako Massimiliano
- 1992: À la vitesse d’un cheval au galop jako Le handicapé
- 1997: Amerykański wilkołak w Paryżu (An American Werewolf in Paris) jako Claude
- 2000: La Candide madame Duff jako Nolan
- 2003: Al cuore si comanda jako Giulio
- 2004: Sin’s Kitchen jako Reece

Filmy TV
- 1988: Rzymianka (La Romana) jako Giacomo
- 1989: Quattro piccole donne
- 1994: Flics de choc: Le dernier baroud jako Beauclair
- 1994: Michele va alla guerra jako Bleriot
- 1996: Flics de choc: La dernière vague jako Beauclair
- 1998: Serce i szpada/Tristan i Izolda (Il Cuore e la Spada) jako Kurvenal

Seriale
- 1986: Mino jako Rico
- 1987: Nessuno torna in dietro jako Maurice
- 1993: A Year in Provence jako Abbé Pain
- 1993: Karol Wielki (Charlemagne, le prince à cheval) jako Olivier
- 1993: Les Coeurs brulés jako Christian
- 1994: Extrême limite
- 1996: Strangers jako Mia
- 1996: Les Cordier, juge et flic jako Claude
- 1996: St. Tropez (Sous le soleil) jako Serge Guérin
- 1998: Van Loc: un grand flic de Marseille jako Pierre Renoir
- 1999: Mai con i quadri
- 2002: Sous le soleil jako Serge
- 2002: 72 heures
- 2006: Léa Parker
- 2008-2011: Anna e i cinque jako Ferdinando Ferrari

## Dyskografia

### Single
- 1984: Windsurf (Il vento nelle mani)
- 1984: Stay (duet z Bonnie Bianco) (wersja włoska, wersja niemiecka 1987)
- 1986: Vis ta vie / J’aurais voulu
- 1986: Face Your Life (wyd. Polydor)
- 1987: Gotta Give Up
- 1987: Emmene-moi
- 1988: Pioche
- 1989: Don’t Cry (z Nikką Costą)
- 1990: Kathie’s Lies
- 1992: Stay (The 1993 Remix)